# Tipula (Vestiplex) franzi
Tipula (Vestiplex) franzi is een tweevleugelige uit de familie langpootmuggen (Tipulidae). De soort komt voor in het Palearctisch gebied.